# Аматов, Бегиш Аматович
Бегиш Аматович Аматов — советский и киргизский государственный деятель, депутат Верховного Совета Киргизской ССР и Кыргызской Республики (Жогорку Кенеш) (1990—1994).
Родился 18 ноября 1949 года в селе Колдук Алайского района Ошской области. 
В 1966 году окончил зооветеринарный техникум, в 1971 году — Киргизский сельскохозяйственный институт.
В 1971—1974 гг. зоотехник совхоза «Алайский». В 1974—1976 годах главный зоотехник совхоза имени Ленина, в 1976—1981 годах — директор совхоза «Социализм». В 1981—1983 годах слушатель Высшей партийной школы города Алма-Ата, В 1983—1990 годах второй секретарь Базар-Коргонского райкома Компартии Киргизии.
В 1990—1994 годах депутат Верховного Совета Киргизской ССР 12-го созыва, известного как «Легендарный парламент», принявшего 31 августа 1991 года Декларацию независимости Кыргызской Республики. Член конституционной комиссии, соавтор первой суверенной Конституции КР 1993 года.
В 2002 году председатель Общественного комитета по проблемным вопросам государственной границы. Выступал категорически против передачи Китаю спорного участка площадью 125 тысяч га.
Автор книги:
- Гремевший на весь мир Чингисхан был кыргызом. Бегиш Аматович Аматов, 2019 ISBN 978-5-4496-9875-9

Умер 26 сентября 2024 года.